# Беллиссимо, Франческо
Франческо Беллиссимо (итал. Francesco Bellissimo, ベリッシモ・フランチェスコ "Берисссимо Фуранческу") (род. 3 января 1979 года в Риме) — итальянский повар, актёр, телезвезда, медийная персона, фешн-инфлюенсер, lifestyle-инфлюенсер, предприниматель, каратэка и сомелье по оливковому маслу. Обладает третьим даном в кёкусин каратэ. Живёт и работает в Японии, известен прозвищами イタリアの種馬 и イタリア料理の巨匠. Президент Итальянской Ассоциации Кулинарии в Японии,. По опросу, занимает второе место по известности среди итальянцев в Японии после Джорджо Армани.
Беллиссимо публикуется в различных японских кулинарных журналах и книгах.

## Ранние годы
Родился в Риме 3 января 1979 года, с раннего возраста проявлял интерес к кулинарии благодаря родителям. Окончил художественную школу имени Алессандро Каравиллани в Риме. Во время учёбы в Римском университете La Sapienza служил в армии. В 2001 году переехал в Японию и окончил курсы японского языка в YMCA. Победитель японского дебатного конкурса.

## Карьера
С 2010-х годов Беллиссимо стал известной итальянской медийной личностью на японском ТВ, благодаря шоу "Sekai no minna ni kiitemita" и "Sekai banzuke". Часто выступает ведущим, гостем и модератором на конференциях и культурных мероприятиях, особенно посвящённых кулинарии, lifestyle и развлечениям. Участвует в рекламных кампаниях и телевизионных программах.
Помимо работы поваром и тарэнто, имеет опыт работы критик по еде, консультант по итальянской кухне, мотивационный спикер, модель, колумнист, эссеист и спортивный комментатор. Экспертиза охватывает и моду, где он признан трендсеттером.

## Карьерa инфлюенсера
Беллиссимо активно ведёт цифровую и lifestyle-деятельность, сотрудничая с итальянскими и международными брендами, объединяя итальянскую эстетику с японской культурой. Его присутствие в социальных сетях привлекает широкую аудиторию и расширяет влияние за пределами традиционных медиа.

## Посол истории итальянской кухни
В 2017 году запустил культурную программу по кулинарии Леонардо да Винчи и Древний Рим вместе с историком Даниэле Макулия из Пекинский университет. Воссоздаёт забытые блюда итальянской культуры и проводит лекции в США, Китае, ЕС и Японии.

## Социальная ответственность и ЦУР
Активно поддерживает инициативы в рамках ЦУР, фокусируясь на устойчивости, образовательных программах по питанию и социальной интеграции. Участвует в экологических кампаниях и волонтёрских проектах для детей и пожилых людей.

## Появления в журналах
- Forbes Japan[7]
- Shukan Shincho (Shinchosha)
- Cosmopolitan Japan[8]
- Nutrition and Cooking (Kagawa Nutrition University)
- AMARENA (Fusosha Publishing)
- ESSE (Fusosha Publishing)
- SPA! (Fusosha Publishing)
- ASCII Weekly (ASCII Media Works)
- CanCam (Shogakukan)
- PRECIOUS (Shogakukan)
- Jyosei Seven (Shogakukan)
- Biteki (Shogakukan)
- S Cawaii! (SHUFUNOTOMO)
- Akachan Ga Hoshii (SHUFUNOTOMO)